# 蓮華峰寺
蓮華峰寺（れんげぶじ）は、新潟県佐渡市小比叡にある真言宗智山派の寺院。大同元年（806年）、真言宗の開祖、空海の開山という伝承をもつ。山号は小比叡山（こびえさん）。天野山金剛寺（河内長野市）、宀一山室生寺とともに真言の三大聖地の一つとされる。佐渡四国八十八札所の第六番札所。資料によって「蓮華峯寺」と記すものもある。

## 歴史
創建の時期や事情については明らかでないが、寺伝では大同元年（806年）、佐渡が京都の海上の鬼門にあたることから、王城鎮護の霊場として空海によって開かれたという。開山の年を大同2年（807年）とする伝承もある。また、800年代中期に天台僧によって開かれたとする異説もある。
伝承によれば、恵果より空海に伝法の印として伝えられた三杵を奪い返そうと唐の僧侶たちが海岸まで追いかけてきた時、空海は東方に向かい「密教有縁の所に生きて我を待つべし」と三杵を投げ上げたという。このうち五鈷杵は能登見附島に、三鈷杵は高野山に、独鈷杵が佐渡の小比叡山に飛来したとされる。
同じく王城鎮護の山とされる比叡山とは御所から見て同一線上にあり、このために小比叡山と呼ばれたとされる。これに対して
- 蓮華峰寺は室町時代末に天台宗に改宗した時期があり、この時に山号を比叡山にならって改めた、
- 蓮華峰寺の創建以前にすでに小比叡の地名があった、

などいくつかの異説がある。
周辺の山々の様子が八葉の蓮華を思わせたため寺号を蓮華峰寺とした。
江戸時代中期の最盛期には佐渡国を中心に40か寺以上の末寺を従え、徳川家の廟所ともなった。嵯峨天皇の勅願寺であったともいわれる。

## 伽藍
小高い山に囲まれた谷地に、金堂を中心として山門、客殿、庫裏、鐘楼、弘法堂、御霊屋、骨堂（こつどう）、八角堂、八祖堂、山王権現社、小比叡神社など多くの建築物が現存している。
慶安5年に起きた「小比叡騒動」（後述）の戦火で客殿、庫裏を焼失したが、室町時代前期の建立と考えられる金堂をはじめ、弘法堂（奥の院、空海の祠堂）、骨堂などは喪失を免れ、南北朝時代から江戸時代初期に至る各年代の建築様式を良好に保存している建築物が多い。金堂、弘法堂、骨堂は国の重要文化財に指定されている。
金堂
入母屋造で柱間は正面側面とも5間とする。壁面には梵字で表された三十三観音が配されている。解体修理の際、堂内の羽目板裏から長禄3年（1459年）に巡礼者が記した墨書が発見され、金堂の建立はそれ以前の応永年間（1394年～1428年）であろうと推定されている。
弘法堂
慶長14年（1609年）の建立。堂内には本尊として弘法大師坐像が安置されている。坐像を収める厨子は安土桃山様式の天人花鳥の彩色画で荘厳されている。屋根は椹の厚板を組み合わせて葺いた栩葺様式になっている。栩葺は古くは寺社建築などに広く見られた様式であるが現存建築の多くが近世以降の改修により檜皮葺に替わっており、栩葺が完全な形で残されている弘法堂は建築史的にも重要な建築であるといわれる。弘法堂は禁扉となっており、内部を見ることはできない。
骨堂
建立年代ははっきりしないが、昭和58年（1983年）の解体修理で堂内の飛抜板から貞和4年（1348年）の年号のある巡礼者の落書が見つかっており、それ以前の建立と考えられる。新潟県内最古の建造物であるとともに、禅宗様建築としては東日本でも最古に属するものである。1間四方の小堂で寺伝にも用途は明らかではないが、加行僧の参籠堂ではなかったかと推定される。

## 境内
現在の境内地は約3000坪。周辺に駐車場などが整備されている。
山門前には「子授け欅」と呼ばれる欅があり、この欅を人知れず抱くと子供を授かるという伝承がある。空海の独鈷杵がかかった柳の木の跡には、水芭蕉などが咲く低湿地が広がっている。ここから湧出する水は延命健康の霊水とされている。
「あじさい寺」とも呼ばれ、境内には7000株の紫陽花が植栽されており7月中旬の花の時期には「あぢさい祭り」が開催され賑わう。他に、杉木立、ツツジなどが美しく整備され、寺を訪れた歌人、俳人が多くの歌や句を残している。
小比叡神社は蓮華峰寺の旧鎮守社であるが、明治の神仏分離令によって独立した。現在は蓮華峰寺とは別法人であるが、境内地は旧来通り一体の空間を成している。

## 小比叡騒動
慶安5年（1652年）、相川町奉行であった辻藤左衛門信俊が上役との軋轢から騒乱となり、一族と共に蓮華峰寺に立てこもるという事件が起こった。これを「小比叡騒動」または「蓮華峰寺の乱」という。
辻藤は世情に通じ有能であったため相川町奉行に抜擢されたが、当時、佐渡奉行所に横行していた役人の腐敗、不正を憤り上役に綱紀粛正を迫った。こうした辻藤の行動は上役、同輩から疎んじられ、抜擢人事への妬みもあり次第に孤立していった。些細な不始末を理由に小木町番所役に降格、左遷されると辻藤は江戸への告発を試みる。しかし、知人に託した訴状が船の難破で海岸に漂着し上役に知られると、辻藤と奉行所の対立は決定的になってしまう。
役向きで相川に向かった辻藤が旧知の住職を訪ねるため蓮華峰寺に立ち寄ると、奉行所側はこれを謀反篭城であると断罪して武力鎮圧に向かった。辻藤とその一族は蓮華峰寺と、寺に隣接する小比叡城に立てこもり応戦するが、最後には全員が自害した。辻藤に加担したとみなされた蓮華峰寺住職の快慶は獄門にかけられた。
この事件の発端は奉行所と一役人の間のささいな感情のもつれであったが、慶安の変直後の世情とあいまって奉行所側の過剰反応を誘発してしまったとするのが定説である。また、当時、蓮華峰寺の寺領から砂金が発見されており、この採取権をめぐる蓮華峰寺と奉行所の対立が背景にあるとする説もある。

## 文化財

### 重要文化財（国指定）
- 金堂
- 弘法堂
- 骨堂

### 登録有形文化財
- 大門
- 仁王門
- 東照宮
- 台徳院御霊屋
- 御霊屋覆屋
- 八角堂
- 八祖堂
- 経蔵
- 鐘楼堂
- 無明橋
- 密厳堂
- 地蔵堂
- 護摩堂
- 唐門
- 客殿
- 独鈷堂

上記のほか、小比叡神社（旧鎮守、蓮華峰寺とは別法人）の石鳥居と本殿が国の重要文化財に指定されている。

## 交通アクセス
- 国道350号より約0.5 km
- 小木港佐渡汽船ターミナルより北へ約3 km（徒歩約40分）
- 新潟交通佐渡 小木線・赤泊線ほか「小木温泉前」バス停より北へ約2 km（徒歩約30分）

## 参考資料
- 『佐渡国蓮華峰寺骨堂修理工事報告書』小木町
- 佐渡蓮華峯寺大塔